# MegaMan NT Warrior
MegaMan NT Warrior (MegaMan Network Transmission Warrior), conocida en Japón como Rockman.EXE (ロックマンエグゼ  Rokkuman Eguze?) es una serie de manga y anime basada en la saga de videojuegos Mega Man Battle Network.

## Manga
Creado por Ryo Takamisaki. En Japón se publica gracias a la compañía Shōgakukan's Coro Coro Comics. También es publicado en inglés, gracias a VIZ Media, manteniendo el estilo de lectura japonés. El manga inglés tiene nomenclaturas (personajes, chips...) distintas al anime y el videojuego.

## Anime
El anime se divide en 5 temporadas, llamadas EXE, Axess, Stream, Beast , Beast+, y más a la que se le añade una película basada en los hechos de Stream (entre los capítulos 30-31) y que se basan en los videojuegos, aunque tienen su propio argumento.
El anime occidentalizado, como en la mayoría de las series que salen fuera de Japón, sufren varios cambios para atraer a un público más joven. 
Uno de los cambios más notables es el cambio en las palabras "fire" (fuego), "bomb" (bomba) y "napalm" (un tipo de gasolina), que se creían que eran palabras inapropiadas para los jóvenes espectadores. En resumidas cuentas, los nombres de los Navis FireMan, BombMan y NapalmMan fueron cambiados (aunque en los videojuegos no)
Otra modificación tuvo como fin el cambio de nombre de AquaMan por SpoutMan, para evitar confusiones en América (y se cree que también por un problema legal), ya que en EE. UU, el nombre de AquaMan se refiere a un superhéroe.
También las espadas fueron emborronadas, y las escenas de MegaMan apuntando con su "MegaBuster" fueron suprimidas.
De una manera curiosa, algunos cambios hechos al principio desaparecieron después, pudiendo generar desconcierto a los que sigan la serie. Por ejemplo, el chip FireTower llamado FlameTower, y más tarde vuelto a llamar FireTower.

## Argumento
La serie se enfoca en Lan Hikari y su compañero Net Navi, MegaMan.EXE. Ellos van construyendo a lo largo de la serie una sólida amistad, mientras defienden la Net de diversas organizaciones criminales. Pero Lan y MegaMan no están solos, cuentan con la ayuda de Maylu Sakurai, Dex Ogregon, Yai Ayano y Tory Froid, así como sus respectivos Net Navis: Roll.EXE, GutsMan.EXE, Glide.EXE e IceMan.EXE. 
MegaMan NT Warrior se divide en cinco grandes temporadas: Exe, Axess, Stream, Beast y Beast+. 

### EXE
EXE se divide en dos áreas. La primera narra desde la llegada de MegaMan.EXE a la vida de Lan hasta el final del Torneo Grand Prix N1. En este tiempo la organización criminal es WWW (World Three, Los 3 Mundiales) a cargo del Dr. Willy, quién está en busca del Navi Supremo que lo ayude a conquistar la Net. Se cree que este llega a ser PharaohMan.EXE, pero es derrotado tras mucho esfuerzo por MegaMan y su gran rival, ProtoMan.EXE. La segunda área trata de las aventuras de Lan, muchas de estas fuera de su ciudad natal, Den Tech City. Lan ha ganado un viaje alrededor del mundo y vive experiencias inolvidables en diversos lugares junto a MegaMan. Al regresar a la ciudad, Maylu le muestra la recién construida “Net City”, pero no viene sola, pues Mr. Willy ha creado una nueva organización de malhechores llamada Grave (Góspel en Japón). Esta compañía está determinada a crear al Virus Grave Beast, un poderoso monstruo capaz de destruir la Net entera. Los últimos capítulos de EXE, "De Aquí a los Revolucionarios PET" y "Los Cazadores de Virus" sirven como una especie de introducción a Axess.

### Axess
Una temporada mucho más madura, donde se corren mayores riesgos llega a la pantalla. Axess comienza con Yuichiro Hikari, el brillante científico y padre de Lan que en la temporada pasada fue capaz de inventar el Dimensional Core. Esta vez, Yuichiro ha logrado inventar generadores de área dimensional y el llamado “Chip de Sincronía ”, que fusiona al Net Navi con su Operador. Esto coincide con los planes de Nebula de conquistar tanto el mundo real como el cibermundo. Al comienzo de Axess, Lan observa una prueba del Chip de Sincronía y más tarde lo utiliza para derrotar a los Darkloids (Navis Malignos que sirven a ShadeMan.EXE) cuando se infiltran en el mundo humano gracias al área dimensional. Lan es invitado a convertirse en un Net Saver, un NetBattler Oficial que se encarga de proteger la Net. Como resultado de la Fusion Cruzada, MegaMan pierde su habilidad del Cambió de Estilo, pero gana la “Unión de Alma”, que le permite combinar sus poderes con los de otro Navi.

### Stream
Stream continúa la línea argumental de Axess introduciendo a Duo, un ser venido de otra parte del universo con el fin de destruir la humanidad. Intrigado por el Chip de Sincronía, decide no atacar a la humanidad, dándole una oportunidad a trece humanos (Lan, Chaud, Raika, Pride, Charlie, Tesla, Dingo, Jasmine, Nenji, Maylu, Dark Miyabi, Ms Yuri y Baryl) de demostrarle que la tierra no es un planeta peligroso. Los trece son marcados en la palma con la señal de Duo, y deberán mostrar el coraje, la fuerza y el espíritu que los llevó a ser elegidos para salvar a la humanidad. 
En esta temporada de la serie que sigue mostrando cada vez más argumento y madurez se introduce la posibilidad de los viajes en el tiempo. Baryl, un joven militar de treinta años establece conexión con Lan para ayudarlo a salvar la tierra; tiempo después, viaja en el tiempo para ayudarlo a él y a los otros once elegidos (en la época actual, Baryl murió a la edad de cincuenta años) También se introduce la primera navi mujer realmente fuerte; Slur.EXE, quién es subordinada directa de Duo y se encarga de liberar a los Navis Asteroides, capaces de materializarse en el mundo humano sin requerir el área dimensional.
El final de Stream puede ser considerado como el final de la serie, pues los créditos dan a entender "cómo terminó cada quién", Sin embargo, la historia continúa en Beast.

### Beast
Un mes después de enfrentar a Duo, ya con el Link PET EX en mano, el trío Net saver: Lan, Chaud y Raika lleva a cabo un entrenamiento para medir sus habilidades. Mientras esto sucede, unos ataques devastan la ciudad. Dos Ciberbestias llamados Gregar y Falzar luchan derribando todo a su paso. Beast marca la llegada de un pequeño Net Navi llamado Trill.EXE, quién inmediatamente establece una relación amistosa con MegaMan. El problema para este, es que Trill puede transformarlo en Bestia Fuera, una extraña habilidad que le permite ser tan fuerte como las Ciberbestias legendarias, pero que le lleva a perder el control de sí mismo si los ojos de MegaMan se vuelven rojos. 
Gregar y Falzar abandonan el mundo humano, pero a cambio, liberan a su equipo de súbditos llamados Zoanoroids, procedentes del paralelo mundo Beyondard, para capturar a Trill. Pero una extraña niña de nombre Iris (encontrada por Chaud en una base militar de Netopia) intentará defender a Trill de cualquier forma.

### Beast+
Es la continuación de Beast, en la que se reducen los capítulos a 10 minutos, en el que se emite junto con otro anime llamado Saru Get You de 30 minutos de duración. Mientras que su antecesora Beast sigue una misma línea en la historia, Beast+ trata varias situaciones por separado. Una de ellas es la aparición de un extraño humanoide, de nombre Zero (tanto nombre como diseño basados en el Zero originario de la saga de videojuegos Mega Man X, el cual posteriormente posee serie propia: Mega Man Zero para la Game Boy Advance). Su, por así decirlo, operador es un hombre al que llaman "Profesor" e intenta reconstruir a la Super Ciberbestia Grezar derrotada en la conclusión de Beast. Grezar revive de manera incompleta y genera caos, mientras que Zero abandona a su operador y desiste de batallar con MegaMan y ProtoMan para después desaparecer. Grezar es derrotado por MegaMan pero el Profesor escapa para preparar un nuevo plan contra los Netsavers. Esto solamente es el argumento de hasta el capítulo seis; posteriormente Lan y compañía deben tratar con gente de Beyondard que accidentalmente se ha quedado en Den Tech City al cerrarse las puertas y causan muchos problemas.

## Doblaje Latino (México)
- Lan Hikari - Enzo Fortuny
- MegaMan.EXE - Gabriel Ramos
- Maylu Sakurai - Circe Luna
- Roll.EXE - América Torres
- Dex Ogreon - Irwin Daayán
- GutsMan.EXE - Juan Carlos Tinoco
- Yai Ayanokoji - Denice Cobayassi
- Glide.EXE - Ulises Maynardo Zavala
- Tory Froid - Carlos Díaz Tufinio
- IceMan,EXE - Pedro D'Aguillón Jr.
- Chaud Blaze - Héctor Emmanuel Gómez
- ProtoMan.EXE - Ricardo Mendoza
- Sr. Higsby - Armando Coria
- Sra. Mari - Isabel Romo
- Maddy - Mónica Villaseñor
- Sal - Mayra Arellano
- Miyu - Liliana Barba

## Diferencias en nombres
Hay varios nombres que han sido cambiados tanto en el anime como en el videojuego al llegar a occidente, algunos con fin de localización y otros con fin de censura.

#### Personajes
| Nombre original | Versión occidental (juego) | Versión occidental (anime) |
| RockMan         | MegaMan                    | MegaMan                    |
| Netto Hikari    | Lan Hikari                 | Lan Hikari                 |
| Hinoken         | Mr. Match                  | Mr. Match                  |
| FireMan         | FireMan                    | TorchMan                   |
| Count Elec      | Count Elec                 | Count Zap                  |
| ColoredMan      | WackoMan                   | WackoMan                   |
| Blues           | ProtoMan                   | ProtoMan                   |
| Dekao Oyama     | Dex Ogreon                 | Dex Ogreon                 |
| Yamitaro Higure | Higsby                     | Higsby                     |
| Mariko Ozono    | Ms. Mari                   | Ms. Mari                   |

## Otros Animes
- MegaMan Star Force